# 녹두 녹말

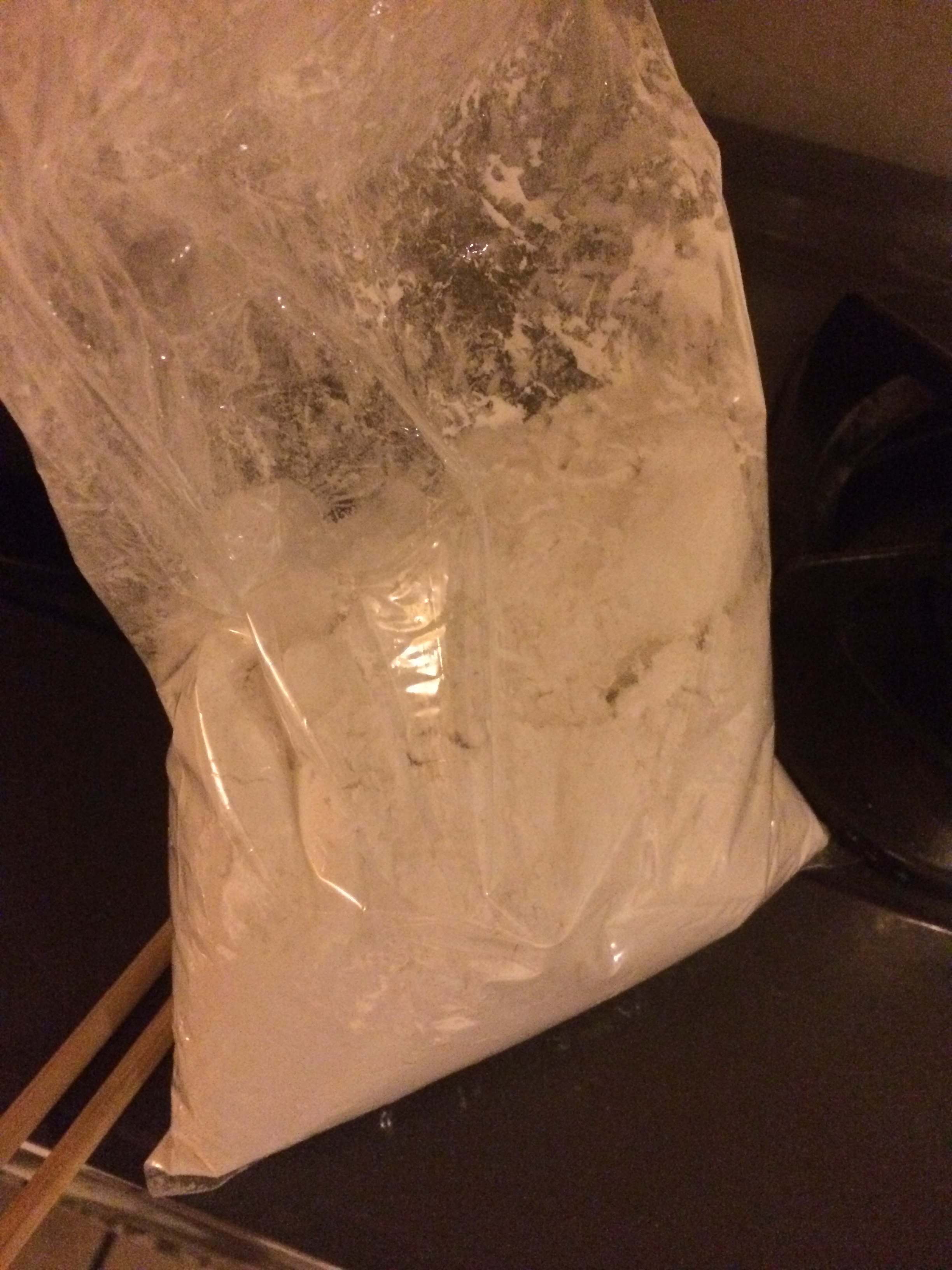
녹두 녹말

녹두 녹말(綠豆--)은 물에 불린 녹두를 갈아서 가라앉힌 앙금을 말려 얻은 녹말 가루이다. 녹두 가루(綠豆--)나 녹두 전분(綠豆澱粉)으로도 부르며, 한국에서는 청포묵 가루(淸泡---)로도 알려져 있다. 청포묵, 황포묵 등 녹두묵을 쑤거나, 사면이나  녹두 당면을 만드는 데, 또한 녹두 응이 등을 만드는 데 쓴다.

## 같이 보기
- 감자 녹말
- 고구마 녹말
- 옥수수 녹말
- 칡 녹말
- 카사바 녹말